# Bracon abbreviator
Bracon abbreviator är en stekelart som beskrevs av Christian Gottfried Daniel Nees von Esenbeck 1834. Bracon abbreviator ingår i släktet Bracon och familjen bracksteklar. Arten är reproducerande i Sverige. Utöver nominatformen finns också underarten B. a. minimula.